# San Esteban de los Patos
San Esteban de los Patos település Spanyolországban, Ávila tartományban. San Esteban de los Patos Ávila, Mingorría és Tolbaños községekkel határos. Lakosainak száma 20 fő (2024).

## Népesség
A település népessége az utóbbi években az alábbiak szerint változott:
| Lakosok száma | 44   | 39   | 30   | 26   | 35   | 33   | 36   | 31   | 23   | 20   |
|               | 2001 | 2004 | 2006 | 2009 | 2011 | 2014 | 2016 | 2019 | 2021 | 2024 |